# 산티아구섬
산티아구섬(포르투갈어: Santiago, 카보베르데 크리올: Santiagu)은 카보베르데 소타벤투 제도에 위치한 섬으로 면적은 991km2, 인구는 294,135명(2015년 기준)이며 길이는 54.9km, 넓이는 28.8km이다.

## 지리
카보베르데의 수도인 프라이아가 위치한 섬이며 카보베르데에서 가장 큰 섬이다. 또한 카보베르데 인구 절반이 이 곳에 거주하고 있고 카보베르데 농업의 중심지 역할을 한다. 산티아구섬의 주요 산업은 농업과 관광업, 어업, 공업이며 주로 사탕수수와 옥수수, 바나나, 커피, 망고를 재배한다. 섬에서 가장 높은 곳은 안토니아산(Pico de Antónia)으로서 높이는 436m이다.
마이우섬(서쪽으로 40km 정도 떨어진 곳에 위치)과 포구섬(동쪽으로 50km 정도 떨어진 곳에 위치) 사이에 위치한다. 행정 구역상으로는 프라이아시, 히베이라그란드드산티아구시, 산타카타리나시, 산타크루스시, 상도밍구스시, 상로렌수두스오르강스시, 상미겔시, 상살바도르두문두시, 타하팔시에 속하며 섬에서 가장 큰 도시는 프라이아이다. 섬 안에는 프라이아 국제공항이 위치한다.

## 역사
1460년에 이탈리아 제노바 출신의 탐험가·항해사였던 안토니오 데 놀리(António de Noli)가 이 섬을 발견했으며 그 곳에 군사 기지를 건설하고 "히베이라그란드"(Ribeira Grande)라는 이름을 붙여주었다. 산티아구섬은 카보베르데에서 사람이 처음 살기 시작한 섬이 되었고 1462년에는 시다드벨랴가 건설되었다.
대륙을 횡단하는 노예 무역이 활발해지면서 시다드벨랴는 당시 포르투갈이 보유하고 있던 식민지 가운데 2번째로 부유한 도시가 되었지만 포르투갈 외에도 영국, 네덜란드, 프랑스, 스페인 등이 노예 무역에 나서게 되면서 해적들이 급증하게 된다. 1712년에 시다드벨랴가 해적들의 공격을 받으면서 수도로서의 기능을 잃게 되었고 프라이아 평야 지대로 수도를 이전하게 된다.